# Ace Frehley (Album)
Ace Frehley ist ein Soloalbum aus dem Jahr 1978 des damaligen Kiss-Lead-Gitarristen Ace Frehley.

## Entstehungsgeschichte
Kiss hatten bis von 1974 bis 1977 im Durchschnitt jeweils halbjährlich ein neues Album veröffentlicht und mit Love Gun und Alive II den Höhepunkt ihres bisherigen Schaffens erreicht. 1976 hatte die Gruppe ihren Vertrag mit Casablanca Records erneuert, und dieser sah vor, dass die Schallplattenfirma von jedem Mitglied der Gruppe die Veröffentlichung eines Soloalbums fordern konnte, wobei die Veröffentlichung von zwei Soloalben der Herausgabe von je einem Kiss-Album gleichgestellt war. Vier Soloalben bedeuteten also, dass die Gruppe zwei weitere Studioverpflichtungen aus ihrem Vertrag erfüllt gehabt hätte. Die Idee, überhaupt Soloalben aufzunehmen, stammte von Manager Bill Aucoin und Casablanca-Chef Neil Bogart und wurde auf ihren Wunsch in den Vertrag aufgenommen.
Im Juni 1978 begaben sich die vier Mitglieder der Gruppe in unterschiedliche Studios, um ihre jeweiligen Soloalben aufzunehmen.
Gene Simmons und Paul Stanley waren nicht besonders überzeugt von Frehleys Qualitäten als Songwriter, obwohl er bereits einige Titel für Kiss geschrieben hatte. Simmons wies darauf hin, dass Frehley häufiger als alleiniger Komponist eines Kiss-Titels geführt worden war, obwohl er beispielsweise den Song Cold Gin nicht allein geschrieben hatte. Die Zweifel seiner Bandkollegen waren Ansporn für Frehley, sich für sein Soloalbum besonders zu engagieren.
Frehley versuchte sich zunächst selbst an der Produktion des Albums, nachdem er jedoch nicht das erhoffte Ergebnis erzielte, verpflichtete er Eddie Kramer, der das Album dann produzierte. Die Aufnahmen fanden zu einem großen Teil in der Colgate-Villa in Sharon (Connecticut) statt. Wie schon beim Kiss-Album Love Gun nutzte Kramer die Akustik der unterschiedlichen Räume für die Aufnahmen unterschiedlicher Klänge aus. Weitere Aufnahmen erfolgten im Plaza Sound Studio in New York.
Frehley nahm neben seinen Eigenkompositionen auch den Titel New York Groove auf, den Russ Ballard geschrieben und 1975 die Gruppe Hello auf ihrem Album Keeps Us Off the Streets veröffentlicht hatte. Kramer modernisierte den Song und machte ihn zu einer für die von Disco geprägten Zeit tauglichen Single, die Platz 13 der Billboard Hot 100 erreichte und sich 21 Wochen in den Charts hielt. New York Groove war die einzige Single aller vier Soloalben der Kiss-Mitglieder, die die Charts erreichen konnte; gleichzeitig ist der Titel bis heute Frehleys erfolgreichster Song als Solokünstler.
Ace Frehley enthielt auch einen Instrumental-Titel, der das Album abschloss: Fractured Mirror. Das Lied erfuhr insgesamt drei akustische Fortsetzungen, nämlich Fractured, Too auf dem Debütalbum von Frehley’s Comet (1987), Fractured III auf Frehleys Album Trouble Walkin’ (1989) sowie Fractured Quantum auf Anomaly (2009). Außerdem wurde der Song von Panteras Dimebag Darrell sowie von John 5 gecovert.

### Beteiligte Musiker
- Ace Frehley: Gesang, Gitarre, Gitarrensynthesizer, Bass
- Anton Fig: Schlagzeug, Percussion
- Will Lee: Bass auf Ozone, Wiped-Out & I’m In Need of Love
- Carl Tallarico: Schlagzeug auf Fractured Mirror
- David Lasley, Susan Collins & Co.: Backing Vocal auf Speedin' Back to My Baby, New York Groove & What’s On Your Mind?
- Larry Kelly: Backing Vocal auf Rip It Out
- Bill „Bear“ Scheniman: Glocke auf Fractured Mirror
- Bobby McAdams: Power Mouth auf New York Groove

### Cover
Alle Soloalben der Kiss-Mitglieder hatten ein Cover, das das maskierte Gesicht des jeweiligen Künstlers zeigte. Die Porträts waren von Eraldo Carugati gezeichnet worden. Jedes Porträt hatte eine eigene Hintergrundfarbe: Peter Criss war grün hinterlegt, Gene Simmons rot, Ace Frehley blau und Paul Stanley violett. Zu jedem Album gehörte ein Poster, das durch Formgebung an den Rändern zu einem der anderen drei Poster passte, sodass beim Kauf aller vier Alben ein großes Poster entstand, das alle vier Mitglieder zeigte. Außerdem war den Alben je ein Bestellschein für Merchandise-Artikel beigelegt.

## Veröffentlichung
Die Soloalben aller vier Kiss-Mitglieder wurden am 18. September 1978 in den USA veröffentlicht, die Auflage betrug vier Millionen Alben, jeweils eine Million Alben pro Mitglied der Gruppe. Alle vier Alben wurden am 2. Oktober 1978 mit Gold und Platin ausgezeichnet, Frehleys Album erreichte Platz 26 der Billboard 200, die Single war die erfolgreichste der vier Soloalben.
Für Casablanca Records war die Veröffentlichung der Alben ein finanzielles Fiasko, denn die meisten Fans konnten es sich ganz einfach nicht leisten, alle vier Alben auf einmal zu kaufen. Da Casablanca dem Handel eine 100% Return Policy angeboten hatte, wiederholte sich, was dem Label schon 1975 passiert war: Die Rücklieferungen waren enorm.
Casablanca Records gab die Soloalben als Kiss-Alben heraus, von Mitgliedern der Gruppe werden sie daher auch gerne für die Gesamtzahl an Auszeichnungen, die die Band erringen konnte, hinzugezogen. Zudem wurden die Alben alle mit dem Logo der Band versehen. Die Recording Industry Association of America (RIAA) dagegen erkennt sie nicht als Bandalben an, sondern führt sie unter den Namen der jeweiligen Künstler, sodass sie tatsächlich nicht zu den Auszeichnungen für Kiss hinzugerechnet werden.

## Titelliste
1. Rip It Out (3:39 min; Gesang: Ace Frehley; Text und Musik: Ace Frehley, Larry Kelly, Sue Kelly)
2. Speedin’ Back to My Baby (3:35 min; Gesang: Ace Frehley; Text und Musik: Ace Frehley, Jeanette Frehley)
3. Snow Blind (3:54 min; Gesang: Ace Frehley; Text und Musik: Ace Frehley)
4. Ozone (4:41 min; Gesang: Ace Frehley; Text und Musik: Ace Frehley)
5. What’s on Your Mind? (3:26 min; Gesang: Ace Frehley; Text und Musik: Ace Frehley)
6. New York Groove (3:01 min; Gesang: Ace Frehley; Text und Musik: Russ Ballard)
7. I’m in Need of Love (4:36 min; Gesang: Ace Frehley; Text und Musik: Ace Frehley)
8. Wiped-Out (4:08 min; Gesang: Ace Frehley; Text und Musik: Ace Frehley, Anton Fig)
9. Fractured Mirror (5:25 min; Musik: Ace Frehley)